# Cabril (Castro Daire)
Cabril ist eine Gemeinde (Freguesia) im portugiesischen Kreis Castro Daire mit 335 Einwohnern (Stand 19. April 2021).